# Comunicàlia
Comunicàlia és l'empresa de gestió del Consorci Local i Comarcal de Comunicació, constituïda l'any 2003 amb la finalitat d'optimitzar l'administració dels seus recursos i impulsar el seu paper d'agent actiu dins el panorama audiovisual català. És una de les dues grans distribuïdores de continguts dels canals locals sorgides a l'empara de l'administració, conjuntament amb la Xarxa de Televisions Locals (XTVL),
Comunicàlia es va constituir a l'empara de tres diputacions provincials (Lleida, Girona, i Tarragona) i diversos ajuntaments i consells comarcals, tots ells de color convergent, i ha estat en competència amb la XTVL, constituïda al voltant de la Diputació provincial de Barcelona i d'altres administracions de color socialista.
L'empresa ofereix a les televisions associades dos paquets de programació diferents: un de bàsic accessible a tots els adherits i un altre d'exclusiu que només podrà emprar una televisió de cadascuna de les demarcacions de televisió digital terrestre.
El 2011, l'entitat va anunciar a les 33 televisions que tenia adherides el seu tancament, per la falta de finançament deguda a la crisi econòmica i la retallada de despeses de les administracions.